# Academia del Buen Gusto
La Academia del Buen Gusto fue una tertulia cultural reunida desde el 3 de enero de 1749 en la calle del Turco de Madrid, en el palacete de Josefa de Zúñiga y Castro. Se considera como fundadores a Agustín Montiano y Alonso Verdugo alias "el Difícil", siendo característica principal de esta academia la identidad por motes, como continuación de la Academia del Trípode. La concurrencia aumentó a lo largo de 1749 con la incorporación de autores como Blas Antonio Nasarre, Diego de Torres Villarroel, Luis José Velázquez, Ignacio de Luzán y José Antonio Porcel.
Entre el 7 de mayo y el 1 de octubre de 1750, el Conde de Torrepalma, alias "el Difícil", y José Antonio Porcel, "el Aventurero", midieron sus fuerzas en el Buen Gusto tras haber sido elegidos, respectivamente, presidente y fiscal, y encargados de abrir la sesión del primero de mayo. Las últimas reuniones de la academia debieron de tener lugar en mayo de 1751, siendo su última sesión documentada la del 29 de abril de 1751.